# Skîbîn, Brovarî
Skîbîn (în ucraineană Скибин) este un sat în comuna Kalînivka din raionul Brovarî, regiunea Kiev, Ucraina.

## Demografie
Componența lingvistică a localității Skîbîn
     Ucraineană (97,46%)
     Rusă (2,54%)
Conform recensământului din 2001, majoritatea populației localității Skîbîn era vorbitoare de ucraineană (97,46%), existând în minoritate și vorbitori de rusă (2,54%).